# Joseph Dujardin
Joseph Dujardin (Saint-Léger, 17 februari 1879 - 29 november 1937) was een Belgisch senator.

## Levensloop

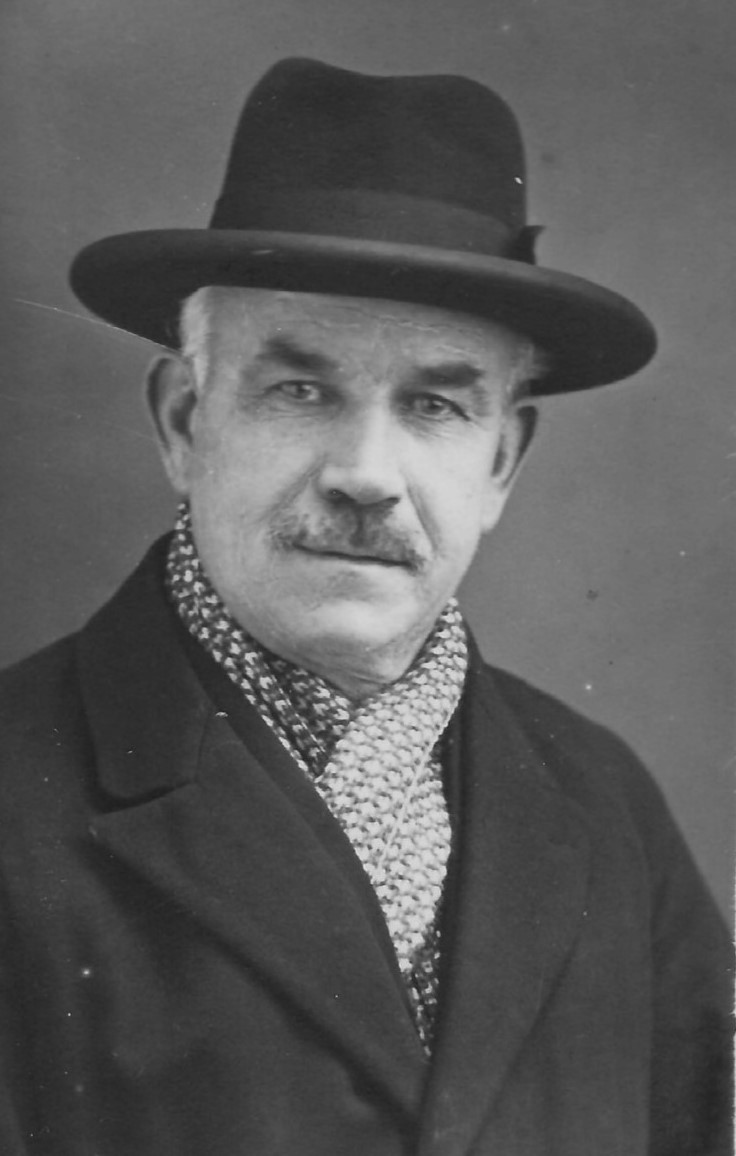
Photo de Joseph Dujardin

De handelaar Joseph Dujardin sloot zich aan bij de Belgische Werkliedenpartij.
Hij was van 1921 tot in 1932 gemeenteraadslid van Saint-Léger, schepen van 1921 tot 1926.
Hij werd provincieraadslid voor Luxemburg (1921-1936).
In 1932 werd hij verkozen tot senator voor het arrondissement Aarlen en vervulde dit ambt tot in 1936.